# Gammersbach (Lohmar)
Gammersbach ist ein aus einem Einzelhof bestehender Wohnplatz, der zur Stadt Lohmar im Rhein-Sieg-Kreis in Nordrhein-Westfalen gehört.

## Geographie
Gammersbach liegt im Nordwesten des Stadtgebiets von Lohmar. Umliegende Ortschaften und Weiler sind Kleinhecken im Norden, Dachskuhl, Scheid und Schiefelbusch im Nordosten, Neuenhof und Spechtsberg im Osten, Oberscheid im Südosten, Muchensiefen und Gammersbacher Mühle im Süden, Burg Schönrath im Westen sowie Fußheide und Großhecken im Nordwesten.
Südöstlich vom Weiler Gammersbach fließt der Gammersbach entlang, ein orographisch linker Nebenfluss der Sülz. Im Norden und im Nordwesten von Gammersbach entspringen zwei namenlose rechte Nebenflüsse des Gammersbach.

## Geschichte
1885 hatte Gammersbach drei Wohnhäuser mit 15 Bewohnern.
Bis 1969 gehörte Gammersbach zu der bis dahin eigenständigen Gemeinde Scheiderhöhe.

## Verkehr
Gammersbach hat eine direkte Anbindung an die Kreisstraße K 39.